# Франческо Скварчоне
Франческо Скварчоне (итал. Francesco Squarcione; Падова, око 1395 — Падова, послије 1468) био је италијански сликар ране ренесансе и оснивач умјетничке школе из Падове. Био је учитељ Андреа Мантење и других значајних сликара епохе. 